# Tour de Corse 1999
Il Tour de Corse 1999, ufficialmente denominato 43ème Tour de Corse - Rallye de France, è stata la sesta prova del campionato del mondo rally 1999 nonché la quarantatreesima edizione del Tour de Corse e la ventiseiesima con valenza mondiale. La manifestazione si è svolta dal 7 al 9 maggio sui tortuosi asfalti che attraversano le montagne della Corsica..
L'evento è stato vinto dal francese Philippe Bugalski, navigato dal connazionale Jean-Paul Chiaroni, al volante di una Citroën Xsara Kit Car della squadra ufficiale Automobiles Citroën, davanti alle due coppie spagnole formate da Jesús Puras e Marc Martí, compagni di squadra dei vincitori, e da Carlos Sainz e Luis Moya, su Toyota Corolla WRC del Toyota Castrol Team.
In questa edizione del Tour de Corse venne sperimentato il format della TV stage, ovvero l'ultima prova speciale dell'appuntamento iridato coperta in diretta TV, che avrebbe assegnato punti aggiuntivi per i campionati piloti e costruttori ai primi tre equipaggi classificatisi nella stessa (rispettivamente 3, 2 e 1 punti). Vi potevano inoltre accedere anche coloro che si erano ritirati nelle speciali precedenti.

## Dati della prova
| Denominazione ufficiale             | Tour de Corse - Rallye de France |
| Edizione N°                         | 43 |
| Tappa N°                            | 6 di 14 |
| Data manifestazione                 | da venerdì 07/05/1999 a domenica 09/05/1999 |
| Sede ospitante                      | Ajaccio (Corsica del Sud, Corsica) |
| Sede parco assistenza               | Prima frazione: Campo dell'Oro e Propriano (Corsica del Sud, Corsica). Seconda frazione: Campo dell'Oro; Corte (Alta Corsica, Corsica). Terza frazione: Campo dell'Oro e Propriano. |
| Superficie                          | Asfalto |
| Iscritti                            | 138 |
| Partiti                             | 138 |
| Arrivati                            | 85 (61,6%) |
| Prove speciali previste             | 17 |
| Prove speciali disputate            | 16(1 cancellata) |
| Prova più breve                     | 11,11 km (PS7: Gare de Carbuccia - Gare Ucciani) |
| Prova più lunga                     | 33,12 km (PS11: Pont St. Laurent - Bustanico) |
| Prova più lenta                     | velocità media di 82,56 km/h (PS17: Cannelle d'Orcino - La Liscia) |
| Prova più veloce                    | velocità media di 101,61 km/h (PS3: Portigliolo - Bocca Albitrina) |
| Lunghezza prove speciali previste   | 373,99 km |
| Lunghezza prove speciali disputate  | 353,05 km (33,4% della distanza totale effettiva - cancellati 20,94 km) |
| Lunghezza complessiva trasferimenti | 703,45 km |
| Distanza totale effettiva           | 1056,50 km |

## Itinerario
| Frazione           | Prova  | Ora    | Nome                                     | Partenza                               | Arrivo                                 | Lunghezza | Totale    |
| ------------------ | ------ | ------ | ---------------------------------------- | -------------------------------------- | -------------------------------------- | --------- | --------- |
| Frazione 1 (7 mag) |        | 08:15  | Assistenza – Campo dell'Oro (10 min)     | Assistenza – Campo dell'Oro (10 min)   | Assistenza – Campo dell'Oro (10 min)   | –         | 139,35 km |
| Frazione 1 (7 mag) | PS1    | 09:01  | Verghia - Pietrarossa 1                  | Coti-Chiavari                          | Serra-di-Ferro                         | 26,55 km  | 139,35 km |
| Frazione 1 (7 mag) | PS2    | 09:42  | Filitosa - Bicchisano 1                  | Sollacaro                              | Petreto-Bicchisano                     | 22,63 km  | 139,35 km |
| Frazione 1 (7 mag) |        | 10:52  | Assistenza – Propriano (20 min)          | Assistenza – Propriano (20 min)        | Assistenza – Propriano (20 min)        | –         | 139,35 km |
| Frazione 1 (7 mag) | PS3    | 11:30  | Portigliolo - Bocca Albitrina            | Belvédère-Campomoro                    | Sartène                                | 16,54 km  | 139,35 km |
| Frazione 1 (7 mag) | PS4    | 12:04  | Sartene - Carbini                        | Sartène                                | Carbini                                | 27,21 km  | 139,35 km |
| Frazione 1 (7 mag) |        | 13:44  | Assistenza – Propriano (20 min)          | Assistenza – Propriano (20 min)        | Assistenza – Propriano (20 min)        | –         | 139,35 km |
| Frazione 1 (7 mag) | PS5    | 14:25  | Pont d'Acoravo - Zerubia 1               | Arbellara                              | Zérubia                                | 20,94 km  | 139,35 km |
| Frazione 1 (7 mag) | PS6    | 15:00  | Aullene - Zicavo 1                       | Aullène                                | Zicavo                                 | 25,48 km  | 139,35 km |
| Frazione 1 (7 mag) |        | 16:40  | Assistenza – Campo dell'Oro (45 min)     | Assistenza – Campo dell'Oro (45 min)   | Assistenza – Campo dell'Oro (45 min)   | –         | 139,35 km |
|                    |        |        |                                          |                                        |                                        |           |           |
| Frazione 2 (8 mag) |        | 07:15  | Assistenza – Campo dell'Oro (10 min)     | Assistenza – Campo dell'Oro (10 min)   | Assistenza – Campo dell'Oro (10 min)   | –         | 125,22 km |
| Frazione 2 (8 mag) | PS7    | 07:52  | Gare de Carbuccia - Gare Ucciani         | Carbuccia                              | Ucciani                                | 11,11 km  | 125,22 km |
| Frazione 2 (8 mag) | PS8    | 08:50  | Muracciole - Noceta                      | Muracciole                             | Noceta                                 | 16,48 km  | 125,22 km |
| Frazione 2 (8 mag) |        | 10:02  | Assistenza – Corte Chabrieres (20 min)   | Assistenza – Corte Chabrieres (20 min) | Assistenza – Corte Chabrieres (20 min) | –         | 125,22 km |
| Frazione 2 (8 mag) | PS9    | 11:15  | Morosaglia - Campile                     | Morosaglia                             | Campile                                | 31,91 km  | 125,22 km |
| Frazione 2 (8 mag) | PS10   | 12:28  | Taverna - Pont de Castirla               | Piedigriggio                           | Castirla                               | 16,08 km  | 125,22 km |
| Frazione 2 (8 mag) |        | 13:23  | Assistenza – Corte Chabrieres (20 min)   | Assistenza – Corte Chabrieres (20 min) | Assistenza – Corte Chabrieres (20 min) | –         | 125,22 km |
| Frazione 2 (8 mag) | PS11   | 14:21  | Pont St. Laurent - Bustanico             | Gavignano                              | Bustanico                              | 33,12 km  | 125,22 km |
| Frazione 2 (8 mag) | PS12   | 15:14  | Feo - Altiani                            | Sant'Andréa-di-Bozio                   | Altiani                                | 16,52 km  | 125,22 km |
| Frazione 2 (8 mag) |        | 16:04  | Assistenza – Corte Chabrieres (45 min)   | Assistenza – Corte Chabrieres (45 min) | Assistenza – Corte Chabrieres (45 min) | –         | 125,22 km |
|                    |        |        |                                          |                                        |                                        |           |           |
| Frazione 3 (9 mag) |        | 07:00  | Assistenza – Campo dell'Oro (10 min)     | Assistenza – Campo dell'Oro (10 min)   | Assistenza – Campo dell'Oro (10 min)   | –         | 109,42 km |
| Frazione 3 (9 mag) | PS13   | 07:46  | Verghia - Pietrarossa 2                  | Coti-Chiavari                          | Serra-di-Ferro                         | 26,55 km  | 109,42 km |
| Frazione 3 (9 mag) | PS12   | 08:27  | Filitosa - Bicchisano 2                  | Sollacaro                              | Petreto-Bicchisano                     | 22,63 km  | 109,42 km |
| Frazione 3 (9 mag) |        | 09:37  | Assistenza – Propriano (20 min)          | Assistenza – Propriano (20 min)        | Assistenza – Propriano (20 min)        | –         | 109,42 km |
| Frazione 3 (9 mag) | PS15   | 10:18  | Pont d'Acoravo - Zerubia 2               | Arbellara                              | Zérubia                                | 20,94 km  | 109,42 km |
| Frazione 3 (9 mag) | PS16   | 10:53  | Aullene - Zicavo 2                       | Aullène                                | Zicavo                                 | 25,48 km  | 109,42 km |
| Frazione 3 (9 mag) |        | 13:43  | Assistenza – Campo dell'Oro (20 min)     | Assistenza – Campo dell'Oro (20 min)   | Assistenza – Campo dell'Oro (20 min)   | –         | 109,42 km |
| Frazione 3 (9 mag) | PS17   | 14:50  | Cannelle d'Orcino - La Liscia (TV stage) | Cannelle                               | Sant'Andréa-d'Orcino                   | 13,82 km  | 109,42 km |
| Frazione 3 (9 mag) |        | 15:42  | Assistenza – Campo dell'Oro (20 min)     | Assistenza – Campo dell'Oro (20 min)   | Assistenza – Campo dell'Oro (20 min)   | –         | 109,42 km |
| Totale             | Totale | Totale | Totale                                   | Totale                                 | Totale                                 | Totale    | 373,99 km |

## Risultati

### Classifica
| Pos.                                 | Nº       | Pilota             | Co-pilota           | Auto                         | Squadra                      | Classe       | Tempo     | Distacco | Punti    |
| Generale                             | Generale | Generale           | Generale            | Generale                     | Generale                     | Generale     | Generale  | Generale | Generale |
| ------------------------------------ | -------- | ------------------ | ------------------- | ---------------------------- | ---------------------------- | ------------ | --------- | -------- | -------- |
| 1.                                   | 16       | Philippe Bugalski  | Jean-Paul Chiaroni  | Citroën Xsara Kit Car        | Automobiles Citroën          | A7           | 3h44'35"7 | –        | 10       |
| 2.                                   | 17       | Jesús Puras        | Marc Martí          | Citroën Xsara Kit Car        | Automobiles Citroën          | A7           | 3h45'10"4 | +34"7    | 6        |
| 3.                                   | 3        | Carlos Sainz       | Luis Moya           | Toyota Corolla WRC           | Toyota Castrol Team          | WRC          | 3h45'45"0 | +1'09"3  | 5        |
| 4.                                   | 7        | Colin McRae        | Nicky Grist         | Ford Focus WRC               | Ford Motor Co Ltd            | WRC          | 3h45'53"8 | +1'18"1  | 3        |
| 5.                                   | 4        | Didier Auriol      | Denis Giraudet      | Toyota Corolla WRC           | Toyota Castrol Team          | WRC          | 3h46'08"3 | +1'32"6  | 5        |
| 6.                                   | 1        | Tommi Mäkinen      | Risto Mannisenmäki  | Mitsubishi Lancer Evo VI     | Marlboro Mitsubishi Ralliart | WRC          | 3h47'26"1 | +2'50"4  | 3        |
| 7.                                   | 5        | Richard Burns      | Robert Reid         | Subaru Impreza WRC99         | Subaru World Rally Team      | WRC          | 3h47'42"6 | +3'06"9  | -        |
| 8.                                   | 2        | Freddy Loix        | Sven Smeets         | Mitsubishi Carisma GT Evo VI | Marlboro Mitsubishi Ralliart | WRC          | 3h50'27"4 | +5'51"7  | -        |
| 9.                                   | 10       | Piero Liatti       | Carlo Cassina       | SEAT Córdoba WRC             | SEAT Sport                   | WRC          | 3h51'41"6 | +7'05"9  | -        |
| 10.                                  | 23       | Tapio Laukkanen    | Kaj Lindström       | Renault Mégane Maxi          | Renault Elf Dealer Rallying  | A7 / 2L      | 3h54'32"8 | +9'57"1  | -        |
| Campionato piloti vetture produzione |          |                    |                     |                              |                              |              |           |          |          |
| 1. (20.)                             | 26       | Gustavo Trelles    | Martin Christie     | Mitsubishi Lancer Evo V      | Ralliart Italia              | N4 / PWRC    | 4h04'52"2 | –        | 13       |
| 2. (21.)                             | 27       | Manfred Stohl      | Peter Müller        | Mitsubishi Lancer Evo V      | -                            | N4 / PWRC    | 4h05'29"4 | +37"2    | 8        |
| 3. (22.)                             | 29       | Hamed Al-Wahaibi   | Tony Sircombe       | Mitsubishi Lancer Evo V      | Team Mitsubishi Oman         | N4 / PWRC TC | 4h06'01"9 | +1'09"7  | 5        |
| 4. (24.)                             | 39       | Jean-Marie Santoni | Jean-Marc Casamatta | Mitsubishi Carisma GT Evo VI | -                            | N4 / PWRC    | 4h08'44"5 | +3'52"3  | 3        |
| 5. (26.)                             | 40       | Gabriel Mendez     | Daniel Muzio        | Mitsubishi Lancer Evo V      | -                            | N4 / PWRC    | 4h15'04"5 | +10'12"3 | 2        |
| 6. (27.)                             | 30       | Kris Rosenberger   | Per Carlsson        | Mitsubishi Lancer Evo IV     | -                            | N4 / PWRC    | 4h15'14"4 | +10'22"2 | 1        |
| Coppa FIA squadre                    |          |                    |                     |                              |                              |              |           |          |          |
| 1. (12.)                             | 18       | Luis Climent       | Álex Romaní         | Subaru Impreza WRC98         | Valencia Terra y Mar         | WRC / TC     | 3'55"27'7 | –        | 10       |
| 2. (22.)                             | 29       | Hamed Al-Wahaibi   | Tony Sircombe       | Mitsubishi Lancer Evo V      | Team Mitsubishi Oman         | N4 / TC PWRC | 4h06'01"9 | +10'34"2 | 6        |
| Coppa FIA 2 litri costruttori        |          |                    |                     |                              |                              |              |           |          |          |
| 1. (10.)                             | 23       | Tapio Laukkanen    | Kaj Lindström       | Renault Mégane Maxi          | Renault Elf Dealer Rallying  | A7 / 2L      | 3h54'32"8 | –        | 10       |
| 2. (14.)                             | 31       | Benoît Rousselot   | Jack Boyere         | Renault Mégane Maxi          | -                            | A7 / 2L      | 3h56'31"9 | +1'59"1  | 6        |

| Principali ritiri | Principali ritiri | Principali ritiri | Principali ritiri | Principali ritiri    | Principali ritiri       | Principali ritiri | Principali ritiri  | Principali ritiri |
| PS                | Nº                | Pilota            | Co-pilota         | Auto                 | Squadra                 | Classe            | Causa              | Pos.              |
| ----------------- | ----------------- | ----------------- | ----------------- | -------------------- | ----------------------- | ----------------- | ------------------ | ----------------- |
| PS 1              | 8                 | Simon Jean-Joseph | Fred Gallagher    | Ford Focus WRC       | Ford Motor Co.          | WRC               | Problemi elettrici | -                 |
| PS 12             | 15                | Gilles Panizzi    | Hervé Panizzi     | Peugeot 206 WRC      | Peugeot Esso            | WRC               | Rottura meccanica  | 5º                |
| PS 17             | 6                 | Bruno Thiry       | Stéphane Prévot   | Subaru Impreza WRC99 | Subaru World Rally Team | WRC               | Incidente          | 17º               |
| PS 17             | 14                | François Delecour | Daniel Grataloup  | Peugeot 206 WRC      | Peugeot Esso            | WRC               | Problemi elettrici | 8º                |

Legenda
| Icona | Classe                                                                                  |
| ----- | --------------------------------------------------------------------------------------- |
| WRC   | Equipaggio che può conquistare punti per il campionato costruttori WRC                  |
| WRC   | Equipaggio di classe A8 che non può conquistare punti per il campionato costruttori WRC |
| PWRC  | Equipaggio registrato al campionato PWRC                                                |
| 2L    | Equipaggio registrato alla Coppa FIA 2 litri costruttori                                |
| TC    | Equipaggio registrato alla Coppa FIA squadre                                            |
|       | Ulteriori classificazioni                                                               |

### Prove speciali
| Frazione           | Prova | Ora   | Nome                                     | Lunghezza | Vincitori                            | Tempo            | Leader del rally                     |
| ------------------ | ----- | ----- | ---------------------------------------- | --------- | ------------------------------------ | ---------------- | ------------------------------------ |
| Frazione 1 (7 mag) | PS1   | 09:01 | Verghia - Pietrarossa 1                  | 26,55 km  | Colin McRae Nicky Grist              | 16'53"6          | Colin McRae Nicky Grist              |
| Frazione 1 (7 mag) | PS2   | 09:42 | Filitosa - Bicchisano 1                  | 22,63 km  | Philippe Bugalski Jean-Paul Chiaroni | 14'21"0          | François Delecour Daniel Grataloup   |
| Frazione 1 (7 mag) | PS3   | 11:30 | Portigliolo - Bocca Albitrina            | 16,54 km  | Philippe Bugalski Jean-Paul Chiaroni | 9'46"0           | Philippe Bugalski Jean-Paul Chiaroni |
| Frazione 1 (7 mag) | PS4   | 12:04 | Sartene - Carbini                        | 27,21 km  | Philippe Bugalski Jean-Paul Chiaroni | 16'27"8          | Philippe Bugalski Jean-Paul Chiaroni |
| Frazione 1 (7 mag) | PS5   | 14:25 | Pont d'Acoravo - Zerubia 1               | 20,94 km  | prova cancellata                     | prova cancellata | Philippe Bugalski Jean-Paul Chiaroni |
| Frazione 1 (7 mag) | PS6   | 15:00 | Aullene - Zicavo 1                       | 25,48 km  | Jesús Puras Marc Martí               | 16'05"3          | Philippe Bugalski Jean-Paul Chiaroni |
|                    |       |       |                                          |           |                                      |                  | Philippe Bugalski Jean-Paul Chiaroni |
| Frazione 2 (8 mag) | PS7   | 07:52 | Gare de Carbuccia - Gare Ucciani         | 11,11 km  | François Delecour Daniel Grataloup   | 7'44"0           | Philippe Bugalski Jean-Paul Chiaroni |
| Frazione 2 (8 mag) | PS8   | 08:50 | Muracciole - Noceta                      | 16,48 km  | Philippe Bugalski Jean-Paul Chiaroni | 10'01"2          | Philippe Bugalski Jean-Paul Chiaroni |
| Frazione 2 (8 mag) | PS9   | 11:15 | Morosaglia - Campile                     | 31,91 km  | Jesús Puras Marc Martí               | 20'04"3          | Philippe Bugalski Jean-Paul Chiaroni |
| Frazione 2 (8 mag) | PS10  | 12:28 | Taverna - Pont de Castirla               | 16,08 km  | Philippe Bugalski Jean-Paul Chiaroni | 9'30"1           | Philippe Bugalski Jean-Paul Chiaroni |
| Frazione 2 (8 mag) | PS11  | 14:21 | Pont St. Laurent - Bustanico             | 33,12 km  | Philippe Bugalski Jean-Paul Chiaroni | 22'20"8          | Philippe Bugalski Jean-Paul Chiaroni |
| Frazione 2 (8 mag) | PS12  | 15:14 | Feo - Altiani                            | 16,52 km  | Jesús Puras Marc Martí               | 11'13"9          | Philippe Bugalski Jean-Paul Chiaroni |
|                    |       |       |                                          |           |                                      |                  | Philippe Bugalski Jean-Paul Chiaroni |
| Frazione 3 (9 mag) | PS13  | 07:46 | Verghia - Pietra Rossa 2                 | 26,55 km  | Philippe Bugalski Jean-Paul Chiaroni | 16'35"9          | Philippe Bugalski Jean-Paul Chiaroni |
| Frazione 3 (9 mag) | PS14  | 08:27 | Filitosa - Bicchisano 2                  | 22,63 km  | Jesús Puras Marc Martí               | 14'06"2          | Philippe Bugalski Jean-Paul Chiaroni |
| Frazione 3 (9 mag) | PS15  | 10:18 | Pont d'Acoravo - Zerubia 2               | 20,94 km  | Philippe Bugalski Jean-Paul Chiaroni | 12'29"8          | Philippe Bugalski Jean-Paul Chiaroni |
| Frazione 3 (9 mag) | PS16  | 10:53 | Allene - Zicavo 2                        | 25,48 km  | Philippe Bugalski Jean-Paul Chiaroni | 16'01"4          | Philippe Bugalski Jean-Paul Chiaroni |
| Frazione 3 (9 mag) | PS17  | 14:50 | Cannelle d'Orcino - La Liscia (TV stage) | 13,82 km  | Didier Auriol Denis Giraudet         | 10'02"6          | Philippe Bugalski Jean-Paul Chiaroni |

### TV stage
PS17: Cannelle d'Orcino - La Liscia di 13,82 km, disputatasi domenica 9 maggio 1999 alle ore 14:50 (UTC+1).
| Pos. | No. | Pilota        | Co-pilota          | Costruttore | Auto                     | Classe | Tempo   | Distacco | Punti piloti | Punti costruttori |
| ---- | --- | ------------- | ------------------ | ----------- | ------------------------ | ------ | ------- | -------- | ------------ | ----------------- |
| 1    | 4   | Didier Auriol | Denis Giraudet     | Toyota      | Toyota Corolla WRC       | WRC    | 10'02"6 |          | 3            | 3                 |
| 2    | 1   | Tommi Mäkinen | Risto Mannisenmäki | Mitsubishi  | Mitsubishi Lancer Evo VI | WRC    | 10'04"7 | +2"1     | 2            | 2                 |
| 3    | 3   | Carlos Sainz  | Luis Moya          | Toyota      | Toyota Corolla WRC       | WRC    | 10'05"2 | +2"6     | 1            | 1                 |

## Classifiche mondiali
Classifica piloti
| Pos. | Pos. | Pilota            | Punti |
| ---- | ---- | ----------------- | ----- |
| 1    |      | Tommi Mäkinen     | 29    |
| 2    |      | Didier Auriol     | 28    |
| 3    |      | Colin McRae       | 23    |
| 4    |      | Carlos Sainz      | 21    |
| 5    |      | Philippe Bugalski | 20    |
| 6    |      | Juha Kankkunen    | 8     |
| 7    |      | Richard Burns     | 7     |
| 8    | N    | Jesús Puras       | 6     |
| 9    | 1    | Thomas Rådström   | 4     |
| 10   | 1    | Freddy Loix       | 3     |
| 11   | 2    | François Delecour | 3     |
| 11   | 2    | Ian Duncan        | 3     |
| 13   | 2    | Bruno Thiry       | 3     |
| 14   | 2    | Petter Solberg    | 2     |
| 15   | 2    | Harri Rovanperä   | 1     |
| 16   | 2    | Piero Liatti      | 1     |

Classifica costruttori WRC
| Pos. | Pos. | Squadra                      | Punti |
| ---- | ---- | ---------------------------- | ----- |
| 1    |      | Toyota Castrol Team          | 61    |
| 2    |      | Marlboro Mitsubishi Ralliart | 38    |
| 3    |      | Ford Motor Co Ltd            | 34    |
| 4    |      | Subaru World Rally Team      | 20    |
| 5    |      | SEAT Sport                   | 8     |